# Stubnica
Stubnica (także Wisola) – jezioro na Pojezierzu Ińskim, położone w gminie Ińsko, w powiecie stargardzkim, w woj. zachodniopomorskim. 
Jezioro znajduje się na terenie Ińskiego Parku Krajobrazowym, ok. 1 km na południe od miasta Ińsko.
Według danych z 1994 r. powierzchnia zbiornika wynosi 173,9 ha. Maksymalna głębokość wynosi 15,4 m.
W typologii rybackiej Stubnica jest jeziorem leszczowym.
Jezioro jest podzielone na dwa plosa, przez półwysep wcinający się w jego wody od południa. Wokół północnej części zbiornika przeważają łąki i pola uprawne, a ploso południowe otoczone jest głównie lasami.  Linia brzegowa akwenu jest silnie rozwinięta, liczne są zatoki i półwyspy. 
Stubnica znajduje się w obszarze specjalnej ochrony ptaków Ostoja Ińska programu Natura 2000.
Około 1 km na południowy wschód od Stubnicy leży wieś Gronówko. Na wschód od jeziora biegnie droga wojewódzka nr 151.
Nazwę Stubnica wprowadzono urzędowo w 1949 roku, zastępując poprzednią niemiecką nazwę jeziora – Nethstubben-See.